# 동방영야초 ~ Imperishable Night
《동방영야초 ~ Imperishable Night》(일본어: 東方永夜抄 〜 Imperishable Night. 도호에이야쇼[*])은 동방 프로젝트의 여덟번째 시리즈 게임이다.

## 시스템

### 인요게이지(인간황혼/요괴황혼)
좌측 하단부에 보면 보이는 게이지, 인간 상태에선 적의 사역마를 타격/제거할 수 있기 때문에 회피하기 어려운 스펠은 인간 상태로 사역마를 제거한 뒤 손쉽게 클리어하는 식의 플레이가 가능하다. 또한 80% 이상의 게이지를 유지할 경우(인간황혼) 공격을 가할 시 소량의 각부가 들어오게 되며, 그레이즈 획득 수치가 3배로 상승하게 된다. 또한 스코어 아이템 획득 시 상승하는 스코어 량도 3배로 증가하기 때문에 고득점을 노린다면 되도록 인간 황혼 상태를 잘 활용하는 것이 유리하다. 요괴 상태에선 적의 사역마를 공격할 수 없지만 자기 자신도 적의 사역마에게 피격당하지 않게 되므로 회피하기가 용이한 지점이 몇몇 있다. 요괴 게이지를 80% 이상 유지할 경우(요괴황혼) 적의 탄에 스치는 것으로 일정량의 각부가 들어오게 된다.

### 시간과 각부
각부는 길 영(永)자가 새겨진 모양의 아이템으로 동방영야초의 게임 시스템 중에서 가장 큰 핵심을 차지하고 있는 축이며, 각부를 어느 정도를 취했느냐에 따라 스테이지 클리어 이후 소비되는 시간이 달라지게 된다. 제한시간이 걸려있는 이 게임에 있어서 가장 많은 신경을 써야할 부분으로, 모으는 방법은 여러 가지가 있는데, 인요모드로 각부를 모으거나 사역마를 쓰는 자코를 죽일 경우 아직 남아있는 사역마가 주변의 탄막과 같이 터지면서 각부를 주거나, 스펠카드를 획득했을 때 등 여러 가지 방법으로 모을 수 있다.
- 정해진 수치 이상으로 취득할 경우(永≥100%): 30분 경과 (Rank 甲)
- 정해진 수치에서 미달할 경우(50%≤永＜100%): 1시간 경과 (Rank 乙)
- 정해진 수치에서 한참 미달할 경우(永＜50%): 1시간 30분 경과 (Rank 丙)

시간은 밤 11시(자시)부터 시작하며, 스테이지가 진행되면서 위 조건에 따라 시간이 경과하게 된다. 또한 컨티뉴를 하게 되면 추가 30분이 경과하며, 라스트 스펠을 제외한 모든 스펠을 클리어하기 전에 새벽 5시가 되면 배드 엔딩으로 끝나게 된다.

### 라스트 스펠
노멀 이상 난이도로 플레이를 할 경우, 보스의 마지막 스펠의 격파시점에서 각 스테이지마다 정해진 양의 각부를 취득하게 되면 발생하게 된다. 여기서는 탄에 맞아서 미스가 나더라도 잔기를 잃지 않는다. 미스 여부에 상관없이 스테이지 클리어, 일종의 보너스 스테이지와 비슷한 개념으로 볼 수 있다.
단, B루트의 최종보스인 호라이산 카구야의 라스트 스펠인 영야 되돌리기의 경우 난이도에 관계없이 등장하며, 탄에 맞을 때마다 남은 시간에 따라 30분(실제 경과시간 10초 ~ 20초 사이에 피탄될 경우)에서 1시간(실제 경과시간 10초 전에 피탄될 경우)의 시간이 경과하는 페널티가 주어지게 된다.

### 스펠 연습
라스트워드와 더불어 이번 작의 특징이라고 할 수 있는 시스템, 스펠 연습 모드로 들어가면 각 보스들이 가지고 있는 스펠 카드를 플레이할 수 있다. 단 게임 본편에서 한번이라도 보스의 스펠을 봐야만 스펠 프렉티스 모드에 추가된다. 이건 게임의 클리어 여부와는 상관이 없다.
또한 특정 조건들을 만족시킬 경우, 각 캐릭터들의 라스트워드를 열 수 있다.

## 줄거리
어느 늦여름 보름날, 환상향에 이변이 일어났다. 본래 보름달이어야 하는 달은 약간 부족하여, 완전한 보름달이라고 할 수 없었다. 그것은 인간에게는 문제가 없었지만, 달빛에 의존하는 요괴들에게는 사활이 걸린 문제였다.
달의 이변을 알아챈 요괴들은 인간 파트너를 데리고 조사에 나선다. 또한 원인을 찾을 시간을 벌기 위해 밤의 진행을 멈추었다. 이로 인해 후에 환상향의 인간 사이에서 이 이변은 날이 새지 않는 이변이라 하여 〈영야이변〉으로 기억되고 있다.
주인공들은 환상향을 떠돌다가 죽림에 숨겨진 궁전인 〈영원정〉에 겨우 도착한다. 여기서 진짜 보름달을 숨기고 있었던 것은 달의 공주 호라이산 카구야와 그녀의 하인인 야고코로 에이린인 것으로 밝혀진다.
죄를 짓고 지상에서 은둔 생활을 보내고 있었던 카구야와 에이린은 달에서 도망쳐 온 달토끼인 레이센 우동게인 이나바를 숨겨주고 있었다. 레이센에게 얻은 달의 정보에서 보름달에 달의 사자가 방문을 알게 된 두 사람은 죄인이던 자신들이 사자와 만나는 것은 좋지 않다고 생각했다. 그리고 진짜 보름달을 숨기고 가짜 보름달에 바꿔 치기하여 사신이 자신에게로 도착할 수 없도록하고 있었던 것이었다.
에이린과 카구야와의 교전 후, 환상향에 진정한 보름달이 돌아왔다.
또한 환상향 자체가 강력한 결계로 지켜지고 있기 때문에, 달을 숨기지 않고도 사자는 방문할 수 없는 것을 안 카구야와 영원정의 주민들은 죽림에 틀어박혀 환상향의 주민으로 살게 되었다.

## 등장인물

### 새로운 등장인물

#### 리글 나이트버그
반딧불 요괴.
벌레의 요괴이나, 외견으로 확인할 수 있는 부분은 촉각(더듬이)와 날개뿐으로, 그 이외에는 인간 소녀같은 모습을 하고 있다.구문사기 벌레를 조종하는 능력을 지녔다. 벌레이기에 추위와 살충제에 약하다. 《문화첩(서적)》에 의하면 벌레를 먹는 종류의 새는 천적이라고 한다. 《문화첩(서적)》에서는 벌레의 지위 향상을 위해 능력을 사용해 정해진 시간에 대량의 벌레를 보내 소식을 전하는 〈벌레 알림 서비스〉라는 장사를 하고 있다.

#### 미스티아 로렐라이
밤참새 요괴.
노래로 사람을 미치게 하거나, 시야를 빼앗아 야맹증에 빠지게 하는 능력을 지녔다.
노래하는 것을 좋아한다. 그녀가 부르는 노래는 요괴답지 않게 격렬해 가요에 관계된 고참 요괴들에게는 시끄러울 뿐이라 악평이지만, 젊은 사람들에겐 인기가 있다. 밤길을 혼자 걷고 있을 때 노래에 현혹당해, 부주의하게 다가갔다가 습격당하는 경우가 있다 한다. 구문사기에 의하면 인간에 대한 우호도는 나쁘다고 여겨진다.
문화첩(서적)에서는 새 꼬치구이의 박멸을 내걸고서 [새구이]가 아닌 [칠성장어구이]라는 포장마차를 운영하고 있다. 또한 칠성장어를 입하할 수 없는 시기에는 일반 뱀장어나 미꾸라지를 섞어 칠성장어라 하고 내놓고 있다. 삼월정 제 3부 제 13화에서는 포장마차를 끌고 와 구운 칠성장어 외의 오뎅이나 술을 손님들에게 대접하고 있다. 자신이 새의 요괴이기 때문에 새구이의 대용품으로 구운 칠성장어를 내놓고 있다.

#### 카미시라사와 케이네
워 하쿠타쿠(백택).
평소에는 인간의 모습을 하고 있지만, 만월의 밤이 되면 수인으로 변신한다. 이렇게 변신할 때, 구문사기의 의하면 머리에 뿔이 생기며, 영야초 작중의 도트 그림에서는 더욱이 꼬리 같은 것도 확인할 수 있다. 《구문사기》에 의하면 그녀는 태생부터 수인은 아니고, 원래 인간이었으나 어떠한 원인에 의해 수인이 되었다고 한다.
인간을 대단히 좋아한다. 인간의 마을에 살면서 서당을 열어 아이들에게 역사를 가르치되, 환상향의 역사를 편찬하고 있다. 그런 업무상의 이유로 히에다 가문과 깊은 친교가 있다. 만월의 밤에 백택이 되면 '역사를 만드는 정도의 능력'을 얻어 환상향 안의 지식을 가진다. 이 때, 한 달간 쌓인 일들을 단숨에 처리하기 위해 예민해져 있기에 부주의하게 접근하는 것은 위험하다고 한다.
영야초 3면에서는 주인공 일행이 마을을 덮쳐 왔다고 착각하여, 자신이 가진 '역사를 먹는(감추는) 정도의 능력'으로 마을의 역사를 먹어 마을을 숨겼다. 이 때, 요괴상태와 인간상태의 배경이 다른 이유도 이 때문이다. 요괴들은 숨겨진 마을의 존재를 알아채지만 인간들은 알아채지 못한다. 이는 결계조로 플레이 시 대화문에서 드러난다. 패배한 뒤의 대화에서 보름달을 숨긴 장본인을 알고 있는듯한 기색을 보이며, 그 인물이 사는 방향을 가리키고 있다.
영야초 엑스트라 스테이지에서는, '그 인간'을 호위하기 위해 수인화된 모습으로 등장한다. '그 인간'이 누구인지는 밝혀지지 않았으나, 영야초에서 이 대화 후에 나타나는 사람은 후지와라노 모코이다. 맹월초에서 케이네는 모코에게 몇 안 되는 이해자라는 것이 밝혀졌다. 모코에 의하면 케이네는 중성적인 말투를 쓴다고 한다.

#### 이나바 테위
건강에 신경을 쓰고 오랫동안 살다가 요괴가 된 토끼.
미혹의 죽림에서 나이가 가장 많으며, 지상 토끼들의 지도자이다. 그 어린 외모와는 정반대로, 야쿠모 유카리와 마찬가지로 히에다노 아이치의 초대 〈환상향 연기〉의 편찬이 시작된 1200년 전부터 존재가 확인된 환상향의 고참 요괴이다. 한때 다카쿠사 군에 살고 있던 토끼이며, 사용하는 스펠 카드에 "토부兎符『이나바의 흰토끼』"(《화영총》) 또는 "차부借符「오나무치 님의 약」"(《문화첩(게임)》)라는 것이 있는 등 이나바의 흰 토끼 전설에 관련된 설정을 갖고 있다. 《맹월초(소설)》제1화에 따르면, 테위는 레이센 우동게인 이나바가 영원정에 살게 되기 전부터 토끼들을 조종하고 있었다.
테위가 영원정을 처음 방문한 것은 야고코로 에이린과 호라이산 카구야가 숨어 살게 되고 나서 몇백 년 후, 그 때, 자신이 미혹의 죽림의 주인이라고 주장하고, 자신의 토끼들에게 지혜를 부여해 준다면 영원정에 인간이 오지 않도록 한다고 말했다. 그리고 그 후 토끼와 함께 영원정에 정착한 것 같다.
교활한 성격으로 어느 정도 거리를 두고 접하면 인기가 높지만, 친밀해질수록 싫어지는 유형이다. 타고난 사기꾼인 성격으로 몇 번 보복을 받아도 질리지 않는다. 《삼월정》제2부 제3화에서는 에이린을『스승님お師匠様』이라고 부르고 있지만,《맹월초 (소설)》제 1 화에서는 그 에이린의 말을 듣고 있지 않다. 《구문사기》에 의하면, 미혹의 죽림의 길 안내 역이기도 해서 죽림에서 길을 잃은 인간에게 자신이 가진 "인간에게 행운을 주는 정도의 능력"의 행운을 전달하여, 밖으로 돌려보내고 있다.

#### 레이센 우동게인 이나바
달에서 도망쳐 온 토끼. 《영야초》의 시대에서는 야고코로 에이린과 호라이산 카구야에 의탁하는 형태로 영원정에 살고 있었다.
그녀는 "광기를 다루는 정도의 능력"을 가진다. 이 능력은 사물의 파동을 조작하는 것이며, 물질의 파동, 정신파, 전자파, 음파 등 다양한 파동을 조작하여 상대를 미치게 하는 것이라고 한다. 여기에는 존재의 위상을 간섭하여 건드릴 수 없게 하거나 모습을 인식하지 못하게 할 수 있고, 의욕을 잃게 하거나 광기에 빠져 대화가 불가능하게 하고, 먼 곳과 의사소통하거나 가까이서도 목소리가 들리지 않게 하는 등 다양한 용도가 있다고 한다.
작중의 구체적인 묘사로는 《삼월정》제2부 제3화에서 이나바 테위를 찾기 위해 죽림의 파장을 조종하여 죽림을 봉쇄하고 빛의 세 요정의 능력을 모두 깨뜨렸다. 《맹월초(소설)》제1화에서는 달토끼와 교신하여 현재 달에 대한 정보를 얻고 있었다. 따라서 에이린이 그녀를 숨겨 준 것은 달의 도시의 정보를 얻는다는 목적도 있었다고 한다.
또한 그녀의 붉은 눈동자를 본 자는 광기에 함몰되어 다양한 환각을 보게 된다. 《영야초》에서 그녀와 대전할 때의 스테이지 배경은 (그 능력에 플레이어가 함몰된 탓에) 이상하게 일그러진 공간이 된다. 본명은 카타카나로 〈레이센レイセン〉뿐이며 "레이센鈴仙"는 글자를 빌린 표기. "우동게인"은 에이린이 붙인 애칭이지만 평소에는 더욱 줄여 '우동게'라고 부른다. 「이나바」은 카구야가 붙인 별명이다. 달에 있었을 무렵은 와타츠키노 토요히메의 애완동물이며, '레이센'의 이름은 토요히메에 의해 주어진 것이다. 토요히메의 여동생인 와타츠키노 요리히메에게서 전투 훈련을 받고 있으며, 높은 전투 능력을 가진 우수한 토끼였지만, 비겁하고 제멋대로인 성격 이었기 때문에 전쟁 이전 단계에서 도망한 것으로 되어 있다. 《구문사기》에 따르면 레이센은 요수인데도 인간을 덮치기는커녕 인간을 피하는, 달리 유례를 찾아볼 수 없는 요괴토끼라고 생각되고있다.

#### 야고코로 에이린
달의 현자. 카구야와 같이 추방되어 온 월인. 그녀는 모든 약을 제조힐 수 있지만,봉래에 약을 제조한 누명은 카구야에게 씌워졌다.
그는 달의 사신이 오자 모두 죽이고, 카구야보다 강한데도 카구야 앞에선 자신의 강함을 나타내지 않는다고 한다.
지구와 달의 통로를 막고 가짜 달로 바꿔치기해서 달의 사신이 오지 못하게 했다. 그는 모든 약을 제조해 팔고 있다.
그녀는 불로불사(봉래인)이 아니기 때문에 불사만 할 수 있다.

#### 호라이산 카구야
월인. 봉래의 약을 먹어 봉래인이 된 사람. 그녀는 봉래의 약을 만들었다는 이유로 처형당했지만,미리 에이린이 봉래의 약을 먹여 다시 살아난다. 그 결과 어쩔 수 없이 지구로 추방당했고, 기간이 만료되자 카구야를 데리러 온 달의 사신을 에이린이 모두 죽였다. 이유는 카구야가 달에서 처형된 일 때문.
그는 영원(시간을 멈춤)과 수유(시간을 움직임)을 다룰 수 있다.

#### 후지와라노 모코우
불로불사의 인간.
원래는 귀족의 딸이며, 그녀의 아버지는 호라이산 카구야에게 청혼했을 때 난제에 도전하여 실패하고 수치를 당하게 되었다. 그녀는 이후 카구야를 눈엣가시로 생각하고 있다.
불로불사하게 된 경위는 《맹월초(소설)》제 4 화에 상세하다. 카구야에 대한 원한을 품고 모코우는 달에 돌아 간 카구야가 소중한 사람을 위해 남긴 단지를 빼앗아 카구야를 괴롭히려고 생각하고, 천황의 칙명으로 후지산 정상으로 단지를 운반하는 이와카사岩笠를 미행하지만, 등산 준비를 하지 않았기 때문에 지쳐 쓰러져 이와카사에게 발각된다. 이와카사岩笠와 행동을 같이하고 후지산 정상에 이르러 이와카사가 단지를 분화구를 던져 처분하려고 하지만, 거기에 나타난 여신 코노하나노 사쿠야히메木花咲耶姫에 의해 저지당한다. 또한 여신은 단지가 그것을 복용함으로써 불로불사하게 되는 〈봉래의 약〉임을 알려준다. 사쿠야히메는 약을 처분하는 장소로서 야츠가타케 산을 권유하고, 둘이서 하산하지만, 하산 도중 마가 씌워진 모코우는 이와카사에게서 약을 빼앗아 복용하고 이후 불로불사가 된다.
성장하지 않는 인간은 주위에서 이상하게 여기므로 같은 장소에서는 살 수 없기 때문에 산속 (환상향)에 흘러오기 전까지 사는 장소를 바꿔가며 요괴 퇴치를 하면서 살고 있었다. 300년 전에 환상향의 죽림에서 카구야를 만난 이래, 카구야가 자신과 마찬가지로 불로 불사라는 점에서 공감에 가까운 감정을 품고 있다. 《영야초》부속의 "캐릭터 설정 .txt "에서는"지금은 카구야와 서로를 죽이는 것이 일상이다"라고 하고 있다. 《영야초》Extra 스테이지에서도 카구야는 자꾸 자객이 보내지고 있는 일을 발언하고 있다. 《문화첩(서적)》에는 「카구야와는 견원 지간」이라고 있다. 《맹월초 4컷판》에서는 카구야와 사이 좋게 행동하기도 한다. 《맹월초》에서는 카구야가 달에 가는 것을 두려워한다.
《구문사기》에 의하면, 봉래의 약에 의한 불로불사의 능력과는 별도로 다양한 요술을 조종하여, 웬만한 요괴는 당해 낼 정도의 힘을 가지고 있다고 한다. 요술을 익힌 것은 봉래의 약의 효과가 아니라 모코우 자신이 오랜 세월 속에서 스스로 얻은 것 같다. 그 힘을 활용하여 《영야초》 이후부터는 죽림에 살면서 응급 환자 등을 영원정에 옮길 때의 호위를 맡거나 죽림에서 길을 잃은 인간을 마을까지 안내하는 일도 있다고 한다. 모코우 자신은, 그렇게 인간을 도움으로써 감사받는 것에 보람을 느끼는 것 같다. 그러나 사람과 접하는 것에 자신이 없어서 헤매는 사람의 이야기는 기꺼이 듣지만, 자신의 배경에 대해 시종 과묵하다. "자신은 야키토리야(닭 꼬치집)의 건강 매니아"이라고 밖에 말하지 않는다.
현재는 흰 장발에 붉은 눈동자를 하고 있지만 《맹월초(소설)》 제 4 화의 삽화로 그려져 있는 옛 모습의 모코우는 어깨에 걸리는 정도의 짧은 흑발이었다. 또한 눈동자 색이 변화하고 있다. ZUN은 "모코우妹紅"라는 이름은 '자신도 홍색으로 물들었다'라는 의미로 붙였다고 말했다.

### 기존 등장인물

#### 하쿠레이 레이무& 야쿠모 유카리
하쿠레이 레이무는 하쿠레이 신사의 무녀. 야쿠모 유카리는 식신을 조종하는 요괴. 본작에서는 〈환상의 결계팀〉을 이룬다.
환상향의 경계에 사는 요괴인 야쿠모 유카리는 달의 이변을 깨달았었지만, 스스로 행동하기에는 번거로움이 있었기에, 환상향의 경계에 사는 또다른 인간인 하쿠레이 레이무를 찾았다.
레이무는 특정 조건에서 4면 보스로 등장한다. 이 때는 아무리 지나도 날이 새지 않기 때문에 이변으로 보고 신사를 뛰쳐나온 경위이다.

#### 게스트
다음은 엔딩 등에 등장하는 게스트 캐릭터이다.
- 파츄리 널리지
- 첸
- 야쿠모 란

## 진행
| 스테이지 | 스테이지 | 제목                        | 중보스                    | 보스                   |
| -------- | -------- | --------------------------- | ------------------------- | ---------------------- |
| 1        | 1        | 반딧불의 행방               | 리글 나이트버그           | 리글 나이트버그        |
| 2        | 2        | 인간이 사라지는 길          | 미스티아 로렐라이         | 미스티아 로렐라이      |
| 3        | 3        | 역사를 먹는 자의 회향       | 카미시라사와 케이네       | 카미시라사와 케이네    |
| 4        | Uncanny  | 전설 속의 꿈나라            | 하쿠레이 레이무           | 하쿠레이 레이무        |
| 4        | Powerful | 마력을 머금은 흙 아래       | 키리사메 마리사           | 키리사메 마리사        |
| 5        | 5        | 거친 세상의 아름다운 감옥   | 이나바 테위               | 레이센 우돈게인 이나바 |
| 6        | A        | 공주를 감추는 밤하늘의 보석 | 야고코로 에이린           | 야고코로 에이린        |
| 6        | B        | 다섯 개의 난제              | 야고코로 에이린           | 호라이산 카구야        |
| Extra    | Extra    | 봉래인형                    | 카미시라사와 케이네(백택) | 후지와라노 모코우      |

## 수록곡
| №  | 제목                                             | 원제목                                                     | 테마        |
| -- | ------------------------------------------------ | ---------------------------------------------------------- | ----------- |
| 01 | 영야초 ~ Eastern Night                           | 永夜抄 〜 Eastern Night. 에이야쇼[*]                       | 타이틀      |
| 02 | 환시의 밤 ~ Ghostly Eyes                         | 幻視の夜 〜 Ghostly Eyes 겐시노 요루[*]                    | 1면 필드    |
| 03 | 준준추월 ~ Mooned Insect                         | 蠢々秋月 〜 Mooned Insect 슌슌 슈게츠[*]                   | 1면 보스전  |
| 04 | 밤 참새의 노랫소리                               | 夜雀の歌声 〜 Night Bird 요스즈메노 우타고에[*]            | 2면 필드    |
| 05 | 이젠 노래밖에 들리지 않아                        | もう歌しか聞こえない 모 우타시카 키코에나이[*]             | 2면 보스전  |
| 06 | 그리운 동방의 피                                 | 懐かしき東方の血 〜 Old World 나츠카시키 토호노 치[*]      | 3면 필드    |
| 07 | Plain Asia                                       | プレインエイジア 프레인 에이지아[*]                        | 3면 보스전  |
| 08 | 영야의 대가 ~ Imperishable Night                 | 永夜の報い 〜 Imperishable Night. 에이야노 무쿠이[*]       | 4면 필드    |
| 09 | 소녀기상곡 ~ Dream Battle                        | 少女綺想曲 〜 Dream Battle 쇼조 키소쿄쿠[*]                | 4A면 보스전 |
| 10 | 사랑색 마스터 스파크                             | 恋色マスタースパーク 코이이로 마스타 스파크[*]             | 4B면 보스전 |
| 11 | 신데렐라 케이지(Cinderella Cage) ~ Kagome-Kagome | シンデレラケージ 〜 Kagome-Kagome 신데레라 케지[*]         | 5면 필드    |
| 12 | 광기의 눈동자 ~ Invisible Full Moon              | 狂気の瞳 〜 Invisible Full Moon 쿄키노 히토미[*]           | 5면 보스전  |
| 13 | 보이지 1969(Voyage 1969)                         | ヴォヤージュ1969 보야주 1969[*]                            | 6면 필드    |
| 14 | 천년환상향 ~ History of the Moon                 | 千年幻想郷 〜 History of the Moon 센넨 겐소쿄[*]           | 6A면 보스전 |
| 15 | 죽취비상 ~ Lunatic Princess                      | 竹取飛翔 〜 Lunatic Princess 타케토리 히쇼[*]              | 6B면 보스전 |
| 16 | 보이지 1970(Voyage 1970)                         | ヴォヤージュ1970 보야주 1970[*]                            | 파이널 스펠 |
| 17 | 익스텐드 애시(Extend Ash) ~ 봉래인               | エクステンドアッシュ 〜 蓬莱人 에쿠스텐도 앗슈 호라이진[*] | EX면 필드   |
| 18 | 달까지 닿아라, 불사의 연기                       | 月まで届け、不死の煙 츠키마데 토도케 후시노 케무리[*]      | EX면 보스전 |
| 19 | 달맞이꽃                                         | 月見草 츠키미소[*]                                         | 엔딩        |
| 20 | Eternal Dream ~ 유현의 단풍나무                  | Eternal Dream 〜 幽玄の槭樹 유겐노 카에데[*]               | 스탭롤      |
| 21 | 동방요괴소정                                     | 東方妖怪小町 토호 요카이 코마치[*]                         | 라스트워드  |